# Hagakyrkan, Borlänge
Hagakyrkan är en kyrkobyggnad som tillhör Stora Tuna församling i Västerås stift. Den är sammanbyggd med stadshuset i centrala Borlänge. Hagakyrkan invigdes 27 september 1936, under namnet Borlänge-Domnarvets församlingshem. Namnet ändrades till Hagakyrkan 1972, och då många av gudstjänsterna i kyrkan hålls på finska används även namnet Hagakirkko.
Kyrkan ersatte en tillfällig församlingslokal utlånad av Stora Kopparbergs Bergslags på Hushagen, i bruk 1902–1936. Borlänge växte i början av 1900-talet och en mer centralt belägen församlingslokal ansågs nödvändig, då den blivande stadens närmaste kyrkobyggnader var Stora Tuna kyrka 6 kilometer söderut och Amsbergs kapell drygt 6 kilometer norrut.
För att bygga kyrkan samarbetade församlingen med Stora Tuna landskommun och senare med Domnarvets landskommun. Kyrkan och stadshuset, som sitter ihop genom gallerian, är ritade av John Åkerlund. Stadshuset hette ursprungligen Domnarvets kommunalhus och invigdes 26 september 1936.

## Renoveringar
Kyrkan renoverades 1974 under ledning av Åke Temnerud, då kyrkorummet bland annat fick den nuvarande färgsättningen och lampetter längs långväggarna. Orgelläktaren utvidgades också och fick en trappa. 2001 byttes kyrkbänkarna ut mot stolar.

## Inventarier och utsmyckningar
Såväl dopfunt och altare som korets golv är av Brunflo-kalksten. Relieferna på dopfunt och altare är utförda av Simon Gate, som även skapat Kristusmosaiken ovanför altaret och tre ljusstakar, två helt i blått glas och en i järn och blått glas.
Takkronorna i kristall är tillverkade på Orrefors glasbruk. Två golvljusstakar av Anders Carlsson skänktes 1986 från SSAB.
På kyrkans norra vägg sitter ett krucifix av Arvid Backlund och på den södra ett lapptextilverk av Sofia Widén benämnt Den heliga staden.

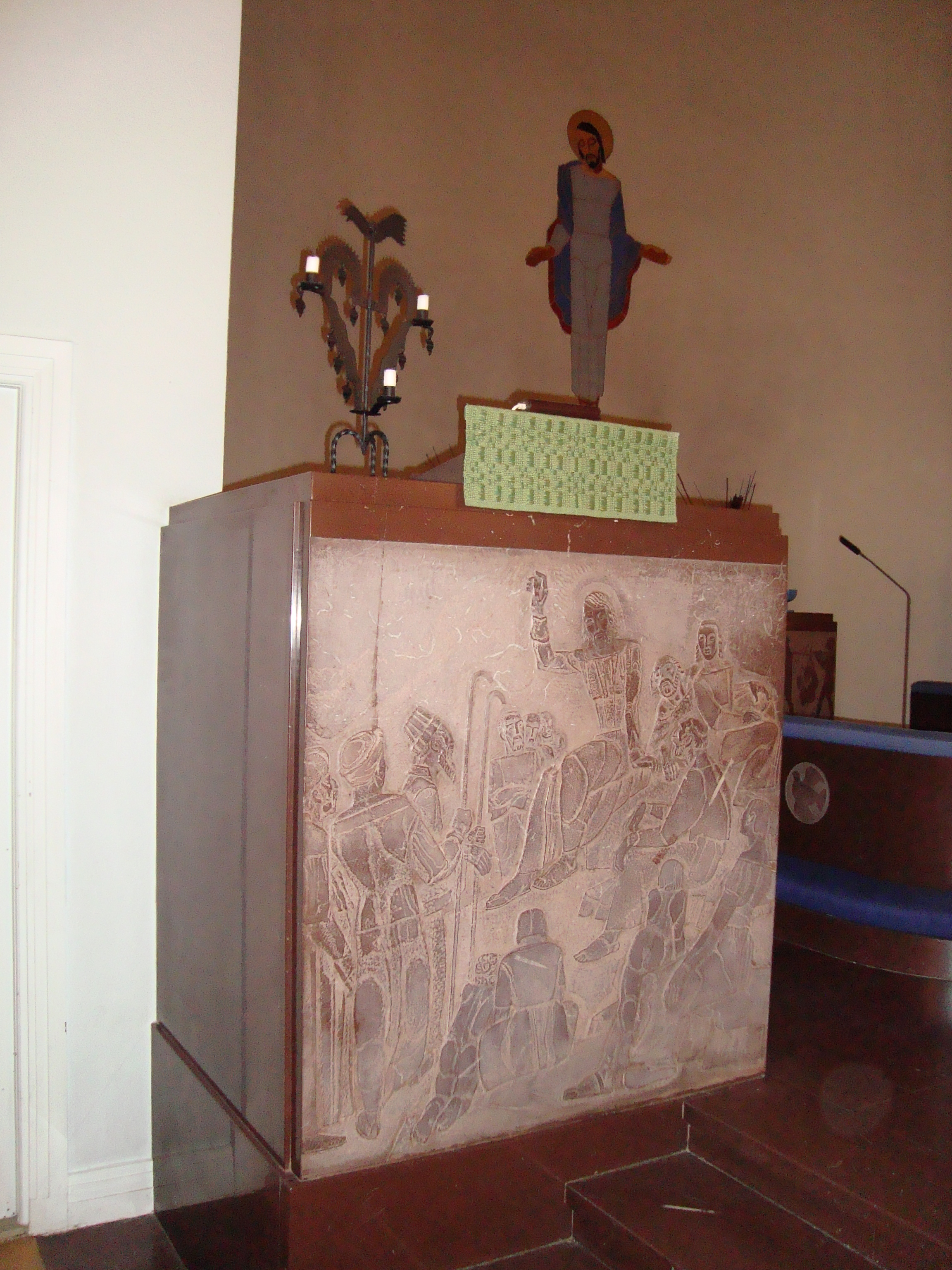
Predikstolen med Kristusmosaiken i bakgrunden
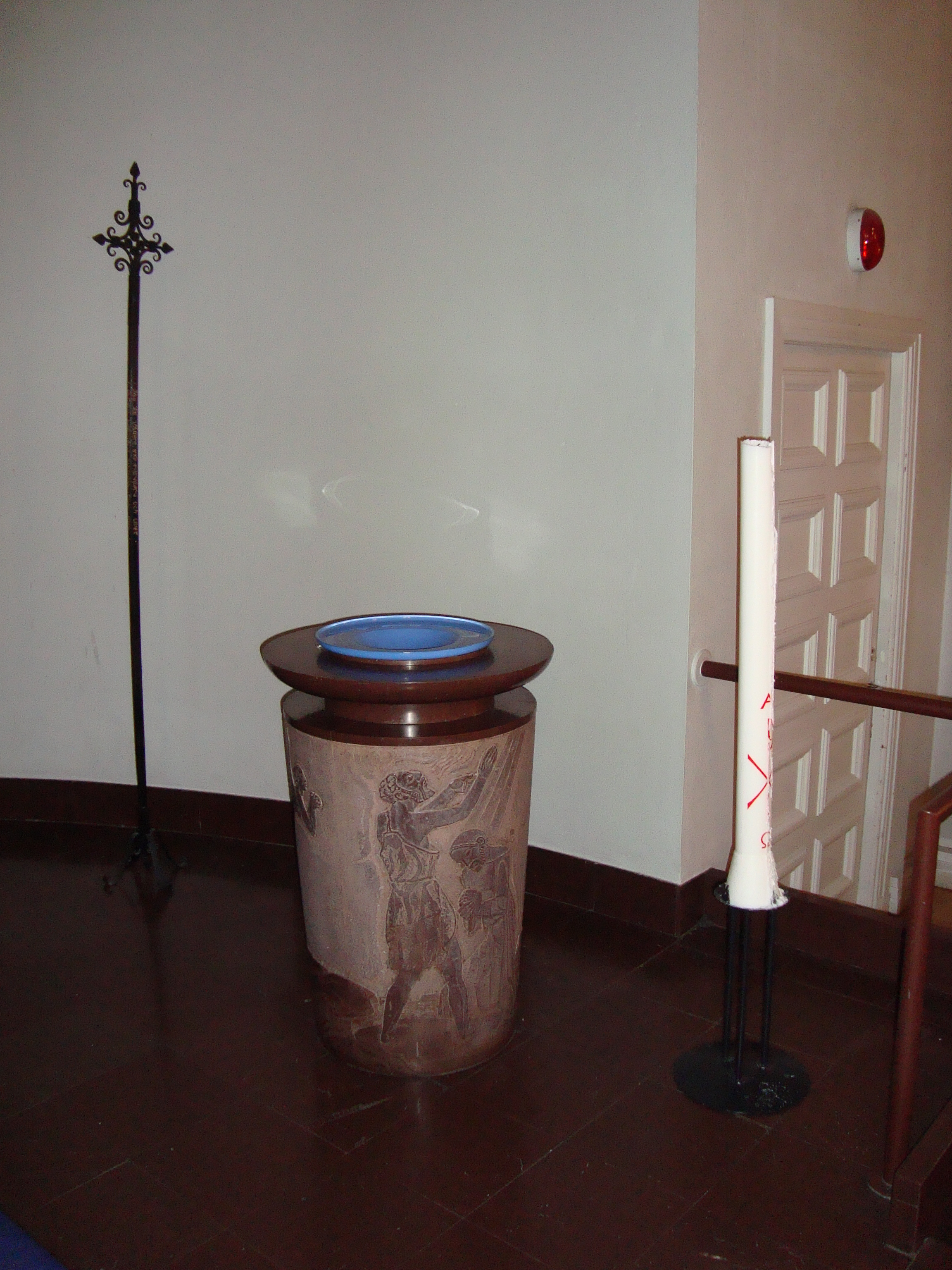
Dopfunten
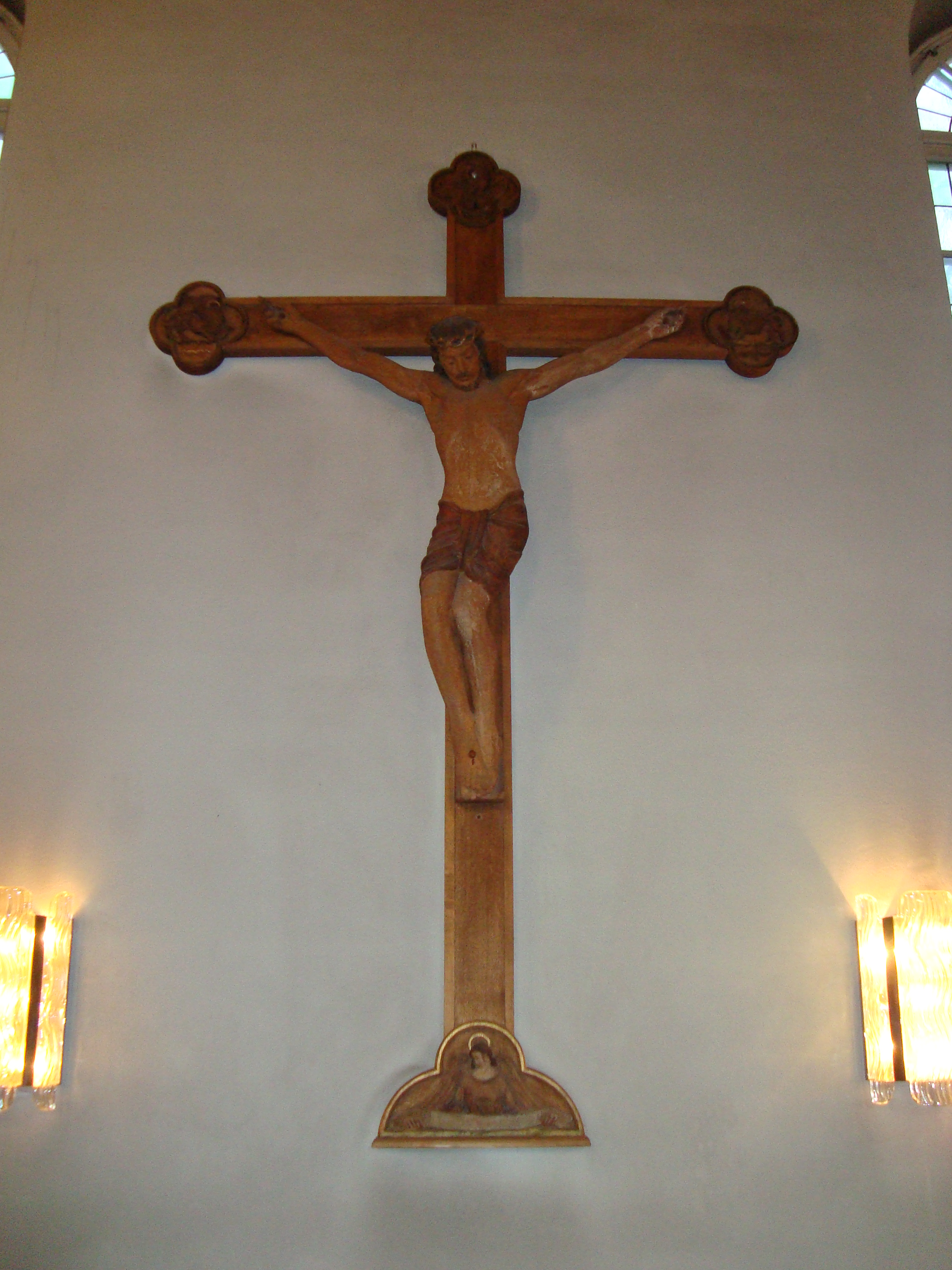
Krucifixet
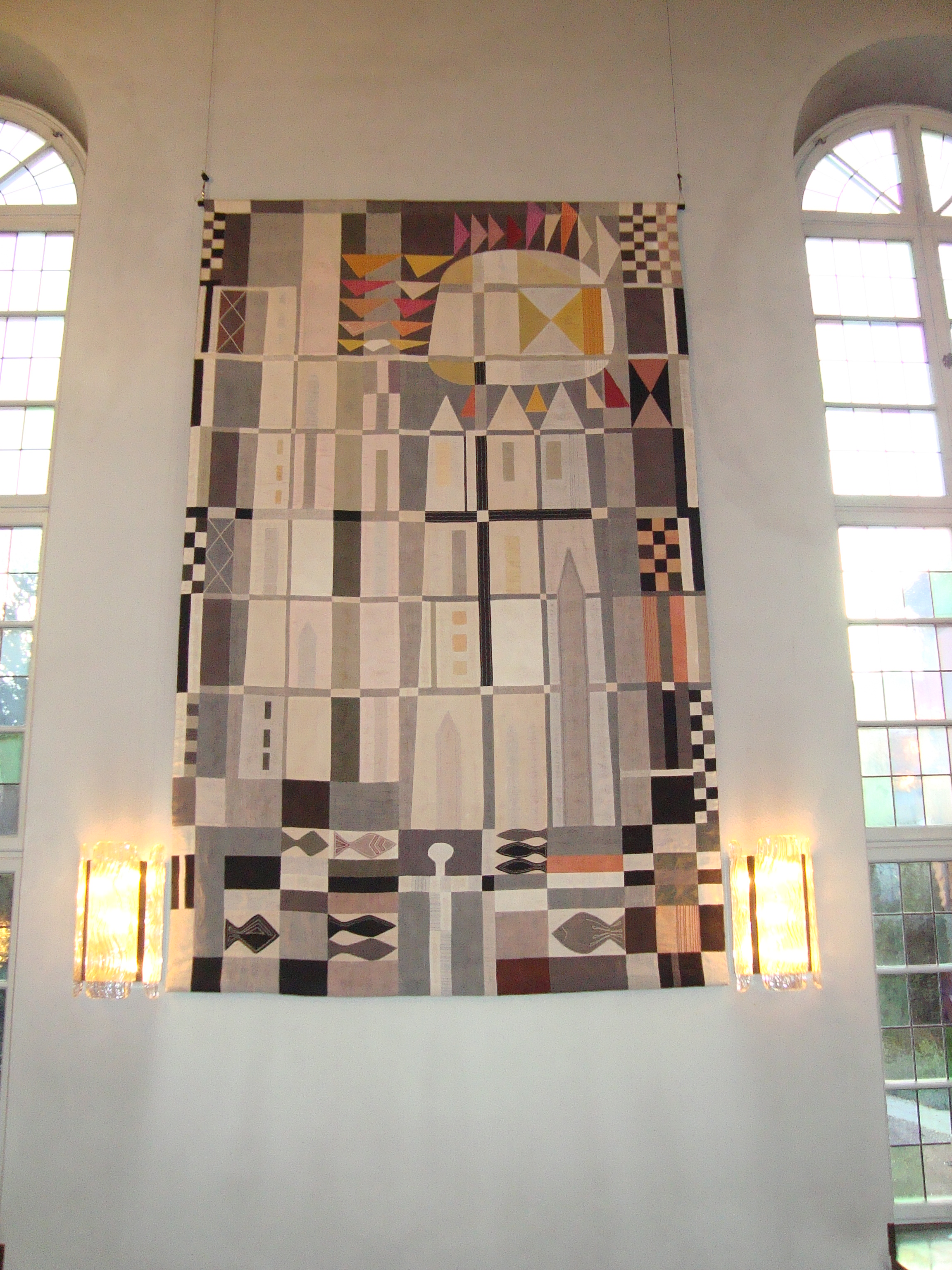
Den heliga staden

## Orgeln

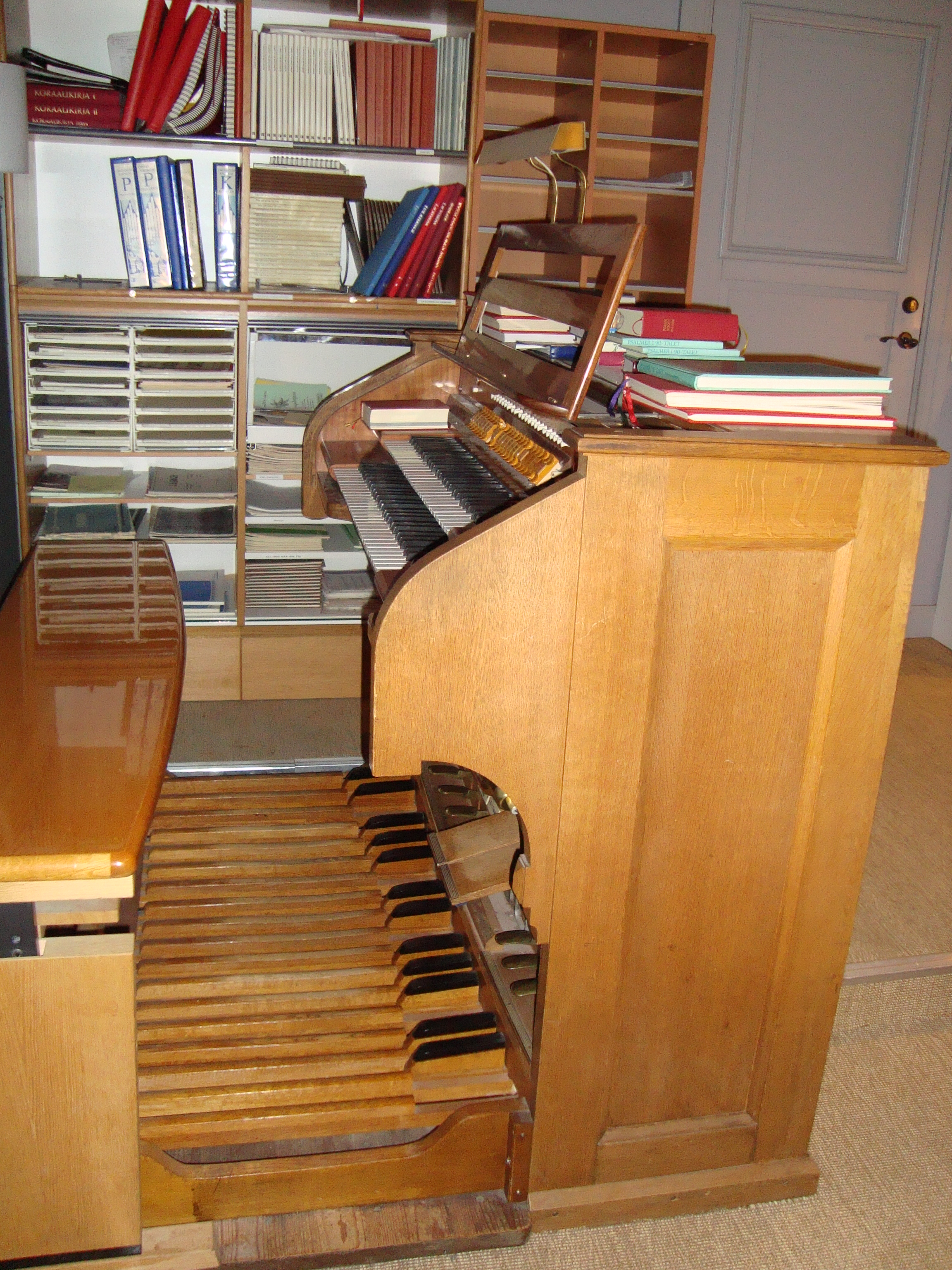
Orgelns spelbord och pedaler

Kyrkans orgel är inrymd i två crescendoskåp och är av pneumatisk typ med 15 stämmor och 944 pipor. Den byggdes av Nils Hammarberg 1936, men omfattade då bara 13 stämmor och 832 pipor. Originaldispositionen avsåg dock 15 stämmor, så 1984 renoverades orgeln av Gunnar Carlsson och försågs med de två saknade stämmorna.